# Torpshammar
Torpshammar är en tätort  i Ånge kommun i Medelpad. Orten är belägen där Gimån mynnar i Ljungan.

## Historia
Torpshammars tillväxt började med att handelsmännen Lars Sundqvist och Magnus Huss år 1797 fick privilegium att anlägga ett järnbruk, Torps Bruk, vid Gimåfallen. Bruket kom igång på allvar 1802.
År 1812 var det dags för ett namnbyte på järnbruket som då fick heta Torps Hammare. Ursprunget till det nuvarande namnet på orten kommer förmodligen från bruket då det år 1831 ändrade namn till Torpshammars Bruk.
Någon gång runt 1869 upphörde järnbruket och fick ge plats för en trämassafabrik vid namnet Torpshammars AB. Vid 1943 upphörde även den verksamheten då Gimån torrlades till förmån för Grönsta kraftverk som ligger några kilometer uppströms. I lokalerna bedrevs Riksyrkesskole-verksamhet i ett 20-tal år med svetsutbildning, industriplåtslageriutbildning och styr- och reglermekanikerutbildning.

## Befolkningsutveckling
| Befolkningsutvecklingen i Torpshammar 1960–2020 | Befolkningsutvecklingen i Torpshammar 1960–2020 | Befolkningsutvecklingen i Torpshammar 1960–2020 | Befolkningsutvecklingen i Torpshammar 1960–2020 | Befolkningsutvecklingen i Torpshammar 1960–2020 |
| ----------------------------------------------- | ----------------------------------------------- | ----------------------------------------------- | ----------------------------------------------- | ----------------------------------------------- |
|                                                 |                                                 |                                                 |                                                 |                                                 |
| År                                              |                                                 |                                                 | Folkmängd                                       | Areal (ha)                                      |
| 1960                                            | 1960                                            |                                                 | 532                                             |                                                 |
| 1965                                            | 1965                                            |                                                 | 561                                             |                                                 |
| 1970                                            | 1970                                            |                                                 | 711                                             |                                                 |
| 1975                                            | 1975                                            |                                                 | 702                                             |                                                 |
| 1980                                            | 1980                                            |                                                 | 690                                             |                                                 |
| 1990                                            | 1990                                            |                                                 | 672                                             | 161                                             |
| 1995                                            | 1995                                            |                                                 | 592                                             | 163                                             |
| 2000                                            | 2000                                            |                                                 | 517                                             | 164                                             |
| 2005                                            | 2005                                            |                                                 | 493                                             | 164                                             |
| 2010                                            | 2010                                            |                                                 | 444                                             | 163                                             |
| 2015                                            | 2015                                            |                                                 | 477                                             | 214                                             |
| 2020                                            | 2020                                            |                                                 | 431                                             | 194                                             |
|                                                 |                                                 |                                                 |                                                 |                                                 |

## Samhället
Torpshammar hyser bland annat äventyrshuset Boda Borgs allra första anläggning, dagis, skola med låg- och mellanstadium, herrgårdspensionat, Coop-nära-butik, pizzeria, samt Torpshammars IF.
År 2002 startade Bobergsgymnasiet med ett gymnasieprogram för internationella fältinsatser, då under namnet AWPE. Skolan bytte år 2007 namn till AWARE (Ange Wilderness Advanced Rescue Education), i samband med en konflikt med det företag som hade hand om utbildningens räddningsrelaterade profilämnen. År 2008 startade AWPE-gymnasiet på nytt, som en friskola. Båda skolorna är numera nedlagda.

## Kommunikationer
Både E14 och Mittbanan passerar samhället.

## Sevärdheter
I och runt Torpshammar finns en del sevärdheter, nya som gamla, bevarade. Några av dessa är
- Torpshammars herrgård
- Torpshammars kyrka
- Flataklocken
- Delar av den gamla flottningsrännan + Fabriksbyggnaderna som är i rätt gott skick (2008).